# Michal
Michal či Michael je mužské rodné jméno. Původně hebrejské jméno (מִיכָאֵל, Micha'el) je doloženo v Bibli jako jméno jednoho z andělů (v křesťanství archanděl Michael) a znamená „kdo je jako Bůh?“, „Bohu podobný“. Patří mezi oblíbená jména zejména v Irsku, Rakousku a v USA. Existuje řada dalších jazykových podob, jako ruské Michail, Misha / Mischa, španělské Miguel, francouzské Michel, či maďarské Mihály a mnoho dalších.
Svátek (jmeniny) má v České republice a na Slovensku 29. září.
Jméno Michal (hebrejsky: מִיכַל) je také využíváno jako ženské jméno, především v Izraeli a Indii. Pochází z biblické hebrejštiny ze Starého zákona, kde se tak jmenuje dcera izraelského krále Saula a manželka Davida, a jako jeho význam se vykládá "potok". Další podoby ženského jména Michal jsou Melchol, Mikhal, Michaela.

## Statistické údaje

### Pro jméno Michal
Následující tabulka uvádí četnost jména v ČR a pořadí mezi mužskými jmény ve srovnání dvou roků, pro které jsou dostupné údaje MV ČR – lze z ní tedy vysledovat trend v užívání tohoto jména:
| Rok  | Četnost | Pořadí |
| ---- | ------- | ------ |
| 1999 | 105931  | 16.    |
| 2002 | 108286  | 15.    |
| 2006 | 115105  | 15.    |
| 2007 | 116410  | 15.    |
| 2009 | 118915  | 13.    |

Změna procentního zastoupení tohoto jména mezi žijícími muži v ČR (tj. procentní změna se započítáním celkového úbytku mužů v ČR za sledované tři roky 1999-2002) je +3,0 %, což svědčí o poměrně značném nárůstu obliby tohoto jména.
Podle údajů ČSÚ za rok 2006 bylo jméno Michal v tomto období 14. nejčastější mužské jméno novorozenců.
K 1. 5. 2009 se jméno Michal posunulo již na 13. pozici (dle údajů z Ministerstva vnitra ČR).

### Pro jméno Michael
| Rok  | Četnost | Pořadí |
| ---- | ------- | ------ |
| 1999 | 7731    | 75.    |
| 2002 | 8249    | 73.    |
| 2006 | 9791    | 68.    |
| 2007 | 10174   | 66.    |
| 2009 | 10847   | 66.    |

Změna procentního zastoupení tohoto jména mezi žijícími muži v ČR (tj. procentní změna se započítáním celkového úbytku mužů v ČR za sledované tři roky 1999–2002) je +7,5 %, což svědčí o poměrně značném nárůstu obliby tohoto jména.
V roce 2006 se podle údajů ČSÚ jednalo o 38. nejčastější mužské jméno u novorozenců.
Ve Spojených státech amerických je 3 982 440 lidí se jménem Michael a 99,55 % těchto lidí jsou muži. Statisticky je to 4. nejpopulárnější jméno.

## Domácké podoby
Míša, Miška, Mišan, Mišánek, Mišák, Míki, Majki, Michálek

## V jiných jazycích
- angličtina: Michael, Mike, Mickey, Mikey, Mitchell
- arabština: ميخائيل (Michaíl)
- asturština: Micael, Micaela
- baskičtina: Mikel
- čínština (mandarínská): 麥可 (mài kě)
- dánština: Mikael
- esperanto: Mikelo
- estonština: Miikael
- finština: Mikka
- francouzština: Michel, Mickaël
- gruzínština: მიხეილი (Micheili)
- hebrejština: מִיכָאֵל nebo מיכאל (dnešní výslovnost Miḫaʾel, starohebrejská výslovnost Mîḵāʾēl), Misha, Mischa
- chorvatština: Mihovil, Mihael, Miho
- irština: Mícheál
- italština: Michele
- japonština: マイケル (ma i ke ru) Mikaru
- katalánština: Miquel
- korejština: 마이클 (ma i keul)
- kornština: Mygal
- latina: Michael, Michaèl, Míchaël
- litevština: Mikalos
- lotyština: Miķelis
- maďarština: Mihály
- němčina: Michael, Michel nebo Mischa
- nizozemština: Michiel
- polština: Michał
- portugalština, galicijština a španělština: Miguel
- portugalština (brazilská): Maycon
- rumunština: Mihai
- ruština: Михаил (Michail, Mikhail), Миша (Misha)
- řečtina: Μιχαηλ (dnešní výslovnost Michail, starořecká výslovnost Mikhaēl), Μιχαλης (výslovnost Michalis)
- slovenština: Michal
- slovinština: Mihael
- srbština: Mihajlo
- španělština: Miguel
- švédština a norština: Mikael (nebo také Michael)
- turečtina: Mikail
- ukrajinština: Михайло (Michajlo)
- velština: Meical

## Osobnosti a známí nositelé jména

### Svatí a blahoslavení
- Archanděl Michael
- sv. Michael Garicoits
- bl. Michal Pro
- bl. Michael Rua

### Duchovní
- Michal Buzalka, biskup
- Michael Kerullarios, alexandrijský patriarcha
- Michael III.

### Politici
- Michal Bortel, český politik a právník
- Michail Frunze, sovětský politik a vojevůdce
- Michail Sergejevič Gorbačov, sovětský komunistický politik a prezident
- Michal Hašek, český politik a právník
- Michael Žantovský, český politik, překladatel, textař a diplomat
- Michael Dukakis, americký politik, prezidentský kandidát

### Sportovci
- Michal Březina, český krasobruslař
- Miguel Induráin, španělský cyklista
- Michal Jon, český cyklista a cestovatel
- Michael Jordan, americký basketbalista
- Michail Južnyj, ruský tenista
- Michal Kadlec, český fotbalista
- Michael Schumacher, německý automobilový závodník
- Michael Stich, německý tenista
- Michael Phelps, americký plavec
- Michail Botvinnik, sovětský šachový velmistr, mistr světa
- Michail Tal, lotyšský šachový velmistr, mistr světa
- Michal Ordoš, český (olomoucký) reprezentační fotbalista
- Michal Macek, český fotbalista
- Michal Bulíř, český lední hokejista
- Michal Kempný, český lední hokejista
- Michal Jordán, český lední hokejista
- Michal Fukala - český fotbalista

### Umělci a spisovatelé
- Michail Baryšnikov – ruský baletní a taneční umělec, herec
- Michal Bauer, český básník a literární vědec
- Michael Bay, americký režisér a herec
- Michail Afanasjevič Bulgakov – ruský prozaik a dramatik
- Michael Caine, britský herec
- Misha Collins, americký herec
- Michael Crichton, americký spisovatel
- Michal David, český zpěvák a hudební podnikatel
- Michal Dlouhý, český herec
- Michal Dočolomanský, slovenský herec
- Michael Douglas, americký herec, režisér a producent
- Michael Clarke Duncan, americký herec
- Michal Dusík, sportovní komentátor
- Michal Dvořák, český hudební skladatel
- Michal Gabriel, český sochař
- Michail Ivanovič Glinka, ruský operní skladatel
- Michael J. Fox, americký herec a režisér
- Michael Haneke, německý režisér
- Michal Horáček, český textař, producent a podnikatel
- Michal Hromek, český hudebník
- Michal Hrůza, český zpěvák
- Michal Hvorecký, slovenský spisovatel a publicista
- Michael Jackson, americký zpěvák, herec, básník, skladatel, tanečník a producent
- Mick Jagger, britský rockový hudebník
- Michael Janík, český zpěvák a skladatel
- Michael Kamen, americký hudební skladatel a dirigent
- Michael Kocáb, český hudební skladatel a politik
- Michail Jurjevič Lermontov, ruský básník
- Mischa Maisky, lotyšský violoncellista
- Michael Mann, americký režisér a herec
- Michal Malátný, český zpěvák
- Misha Mengelberg, nizozemský jazzový klavírista
- Michael Moore, americký režisér
- Michal Nesvadba, český herec a mim
- Michal Novenko, český hudební pedagog a varhaník
- Michal Pavlata, český herec
- Michal Pavlíček, český hudební skladatel a kytarista
- Michal Peprník, český amerikanista a spisovatel
- Michal Prokop, český zpěvák a moderátor
- Michal Suchánek, český herec a moderátor
- Michal Tučný,český zpěvák, král české country
- Michal Velíšek, střihač Tv Nova
- Michal Viewegh, český spisovatel
- Michael "Miki" Volek, český zpěvák
- Michael York, americký herec

### Vědci a vynálezci
- Michael Faraday, americký fyzik
- Michael Glykas, byzantský historik, teolog, matematik, astronom a básník
- Michail Kalašnikov, ruský konstruktér pěchotních zbraní
- Michail Vasiljevič Lomonosov, ruský vědec
- Michal Skřejpek, český právník

### Podnikatelé
- Michal Babák, podnikatel a politik
- Michal Donath, podnikatel a specialista na PR
- Michal Macek, český podnikatel v realitách
- Michal Antonín Kotler, český podnikatel s drahokamy
- Michal Kraus, český podnikatel a politik
- Michal Pešek, český podnikatel, herec a moderátor
- Michail Chodorkovskij, ruský podnikatel

### Ženy
- Michal, dcera Saula
- Michal Amdurski, izraelská herečka
- Michal Artzi, profesorka v oddělení archeologie
- Michal Atlas, izraelská herečka
- Michal Aviad, italská režisérka, scenáristka a producentka
- Michal Banai, jihoafrická herečka
- Michal Bat-Adam, izraelská herečka, režisérka, scenáristka, producentka a střihačka
- Michal Biran, izraelská politička
- Michal Escapa, izraelská paralympijská šampionka
- Michal Friedman, italská herečka
- Michal Gavrielov, izraelská herečka
- Michal Goldman, filmová scenáristka, střihačka, producentka a režisérka
- Michal Gvili Yeffet, izraelská producentka
- Michal Hein, izraelská olympijská surfařka
- Michal Levy, americká režisérka
- Michal Kapata, izraelská televizní herečka
- Michal Kaplan, izraelská herečka
- Michal Korman, izraelská herečka
- Michal Levi, izraelská herečka
- Michal Matityahu, izraelská herečka
- Michal Meir Dviri, izraelská herečka
- Michal Muchtar, izraelská herečka
- Michal Nedivi, izraelská herečka
- Michal Negrin, umělkyně a návrhářka šperků
- Michal Page, americká herečka
- Michal Poras, izraelská televizní herečka
- Michal Reshef, hebrejská dabérka
- Michal Rozin, izraelská politička a feministka
- Michal Rubin, izraelská televizní herečka
- Michal Shapira, izraelská herečka
- Michal Shtamler, izraelská televizní herečka
- Michal Sinnott, americká herečka
- Michal Tal, izraelská producentka
- Michal Traurig, izraelská televizní herečka
- Michal Varshai, izraelská herečka
- Michal Vered, izraelská herečka
- Michal Vinik, izraelská režisérka a scenáristka
- Michal Yannai, herečka
- Michal Zamir, izraelská spisovatelka
- Michal Zoharetz, izraelská herečka

### Ostatní
- Michael V., byzantský císař, synovec Michaela IV. a adoptivní syn jeho manželky Zoe
- Michael VI., byzantský císař
- Michail Jefimovič Katukov, ruský maršál tankových vojsk
- Michail Illarionovič Kutuzov, ruský vojevůdce
- Michael IV. Paflagoňan, byzantský císař

## Michal jako příjmení
- viz Michal (příjmení)